# クイーンコーラル8
クイーンコーラル8は、マリックスラインが運航していたフェリー。

## 概要
クイーンコーラル7の代船として神田造船所川尻工場で建造され、1999年に就航した。船舶整備公団（現在は鉄道建設・運輸施設整備支援機構）の共有建造制度を利用して建造された鉄道・運輸機構との共有船であった。
2022年に海外売船され、ギリシャ の Levante Ferries[英語] の CONTESSA DI LEVANTEとして就航予定である。

### 航路
- 鹿児島港（新港） - 奄美大島（名瀬港新港地区） - 徳之島（亀徳港） - 沖永良部島（和泊港） - 与論島（与論港） - 本部港 - 那覇港（那覇ふ頭）

- 本船とクイーンコーラルプラスで2日に1便を運航していた。2021年11月19日、退役[2]。

## 設計
船体は5層構造で、最上層の航海船橋甲板が操舵室、Aデッキが乗組員区画、Bデッキが旅客区画、Cデッキの前方が乗組員区画および旅客区画、後方が車両搭載区画、Dデッキが車両搭載区画となっている。Dデッキの両舷船尾にランプウェイを装備しており、トラック、乗用車などをロールオン・ロールオフ方式で車両甲板に搭載するほか、船首甲板がコンテナスペースとなっており、コンテナをデリックによるリフトオン・リフトオフ方式で搭載する。

## 船内
車両搭載区画に隣接したCデッキに2等船室の福祉優先席を設けるなど、バリアフリーに配慮した設計となっているほか、レストラン内には女性専用サロンを設置している。

### 船室
| 等級                    | 部屋数   | 定員  | 設備                 |
| ----------------------- | -------- | ----- | -------------------- |
| 特等                    | 2名×1室  | 2名   | 洋室、バス・トイレ付 |
| 一等（洋室）            | 2名×3室  | 6名   |                      |
| 一等（和室）            | 12名×1室 | 12名  |                      |
| 二等寝台（洋室）        | 8名×8室  | 64名  |                      |
| 二等（和室）            |          | 354名 |                      |
| ドライバールーム（洋室) | 14名×1室 | 14名  |                      |
| 二等臨時（和室）        |          | 346名 |                      |

### 設備
パブリックスペース
- 案内所
- エントランスホール
- 展望室
- 授乳室
- 喫煙室

供食・物販設備
- レストラン
- 売店

入浴設備
- シャワールーム

娯楽設備
- ゲームコーナー